# أبريل مارس
أبريل مارس (بالإنجليزية: April March)‏ هي رسامة رسوم متحركة ومغنية أمريكية، ولدت في 20 أبريل 1965 في سان فرانسيسكو في الولايات المتحدة.

## وصلات خارجية
- الموقع الرسمي
- أبريل مارس على موقع IMDb (الإنجليزية)
- أبريل مارس على موقع ميوزك برينز (الإنجليزية)
- أبريل مارس على موقع ديسكوغز (الإنجليزية)
- أبريل مارس على موقع قاعدة بيانات الفيلم (الإنجليزية)